# Paradou
Paradou (ook Le Paradou; vroeger Saint-Martin-du-Castillon; Occitaans: Lo Parador) is een gemeente in het Franse departement Bouches-du-Rhônein de regio Provence-Alpes-Côte d'Azur en maakt deel uit van het arrondissement Arles. De gemeente telde 2.181 inwoners op 1 januari 2022.

## Geschiedenis
De gemeente maakte voor 2015 deel uit van het kanton Saint-Rémy-de-Provence. Toen het kanton op 22 maart 2015 werd opgeheven werd Paradou opgenomen in het kanton Châteaurenard.

## Geografie
De oppervlakte van Paradou bedraagt 16,15 vierkante kilometer; Op 1 januari 2022 was de bevolkingsdichtheid 135 inwoners per km².

De onderstaande kaart toont de ligging van Paradou met de belangrijkste infrastructuur en aangrenzende gemeenten.

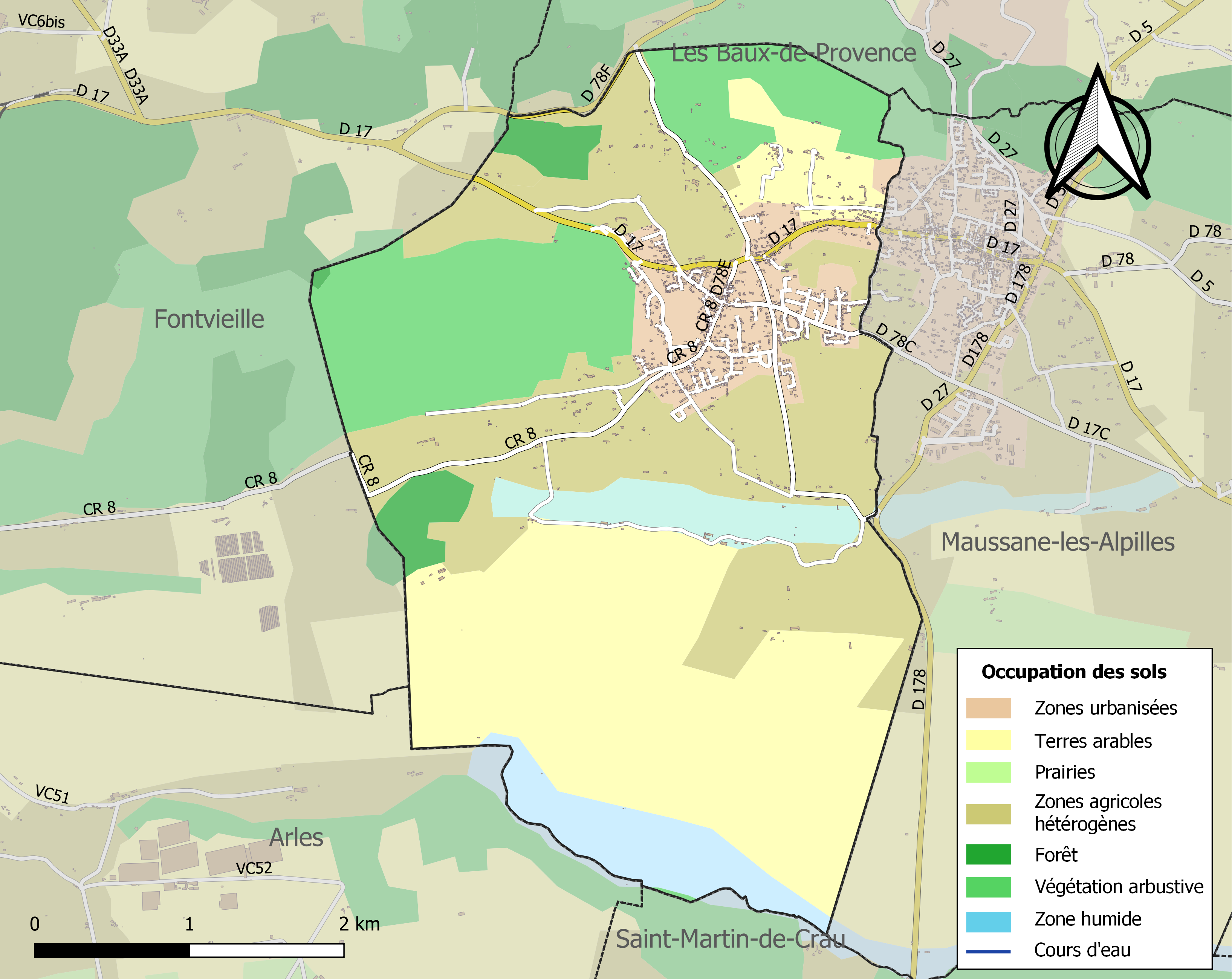

## Politiek
Jean-Hilaire Seyverac (UMP) is burgemeester van Paradou sinds 1989 en werd voor het laatst herkozen in 2008 (in de eerste ronde). Samen met negen andere gemeenten vormt Paradou de Communauté de communes de la Vallée des Baux.

### Jumelage
- Sisian (Armenië)

## Demografie
Onderstaande figuur toont het verloop van het inwonertal.
Vanwege een beveiligingsprobleem met de MediaWiki Graph-software is het momenteel niet mogelijk deze grafiek weer te geven. Zodra de software is bijgewerkt zal de grafiek vanzelf weer zichtbaar worden.

## Bezienswaardigheden
- Het Château d'Escanin
- Het graf van schrijver Charloun Rieu uit Paradou, gebeeldhouwd door Claude Férigoule
- Het oude restaurant Bistrot du Paradou kreeg al een aantal illustere gasten over de vloer, waaronder zanger Charles Aznavour
- Het museum Petite Provence
- De 15e-eeuwse Sint-Martinuskerk
- De Tours de Castillon zijn de overblijfselen van een middeleeuwse vesting op de Rochers de la Pène

## Bekende inwoners

### Geboren
- Charloun Rieu (1845-1924), dichter

### Overleden
- Ladislas Mandel (1921-2006), lettertypeontwerper (gestorven te Paradou)

### Woonachtig
- Pierre Alechinsky (1927-), Belgisch schilder